# داو فرومن
داو فرومن (عبری: דב פרוהמן‎؛ زادهٔ ۲۸ مارس ۱۹۳۹) دانشمند اهل اسرائیل است.
وی همچنین برندهٔ جوایزی همچون جایزه اسرائیل و مدال ادیسون انجمن مهندسان برق و الکترونیک شده است.